# 布雷薩特縣 (肯塔基州)
布雷薩特县（英語：Breathitt County）是美國肯塔基州東部的一個縣。面積1,283平方公里。根据美國2000年人口普查，共有人口16,100人。縣治傑克遜（Jackson）。
成立於1839年2月8日。縣名紀念副州長、第十一任州長約翰·布雷薩特 （John Breathitt）。
有「血腥布雷薩特」的傳言，因其在一次世界大戰時，是全美唯一光靠自願者就不用徵兵的地方。